# Kira Lewis Jr.

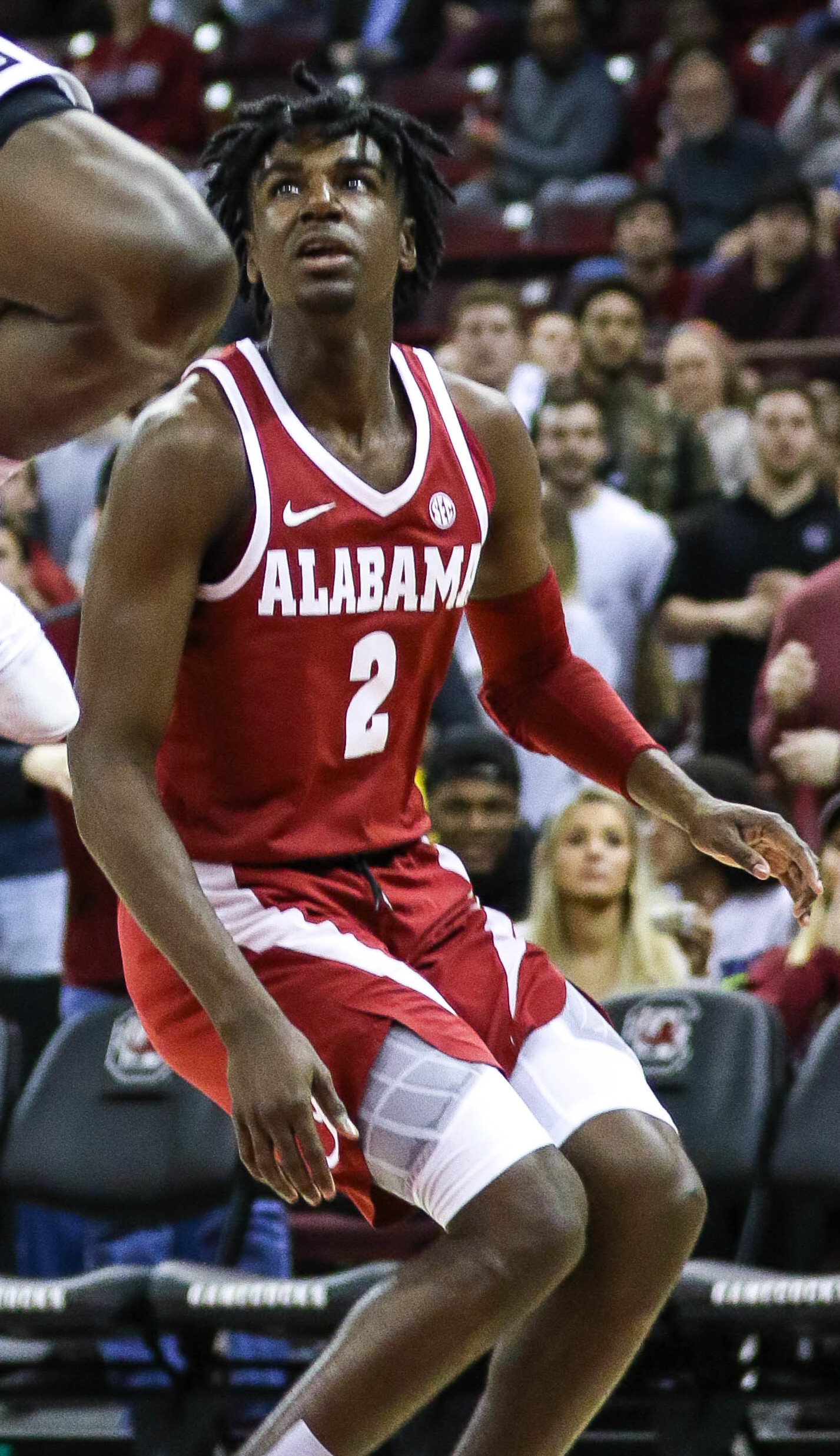
Kira Lewis Jr., 2019.

Kira Aundrea Lewis Jr., född 6 april 2001 i Meridianville i Alabama, är en amerikansk professionell basketspelare (PG) som spelar för Washington Wizards i National Basketball Association (NBA). Han har tidigare spelat för New Orleans Pelicans, Toronto Raptors och Utah Jazz.
Lewis draftades av New Orleans Pelicans i första rundan i 2020 års draft som 18:e spelare totalt.
Innan han blev proffs studerade Lewis på University of Alabama och spelade för deras idrottsförening Alabama Crimson Tide.